# Matías Escudero
Matías Andrés Escudero (San Luis, 15 dicembre 1988) è un calciatore argentino, difensore del Güemes (SdE).

## Caratteristiche tecniche
È un difensore centrale.

## Carriera
È cresciuto nelle giovanili del Nueva Chicago.